# Jonathan Leslie
Pour les articles homonymes, voir Leslie.
Jonathan Leslie, né le 13 décembre 1950 à Kasulu, est un joueur professionnel de squash représentant l'Angleterre. Il est champion britannique en 1974 et 1976 et champion du monde par équipes en 1976 et 1979.

## Biographie
Après sa carrière de joueur de squash, il dirige plusieurs sociétés.

## Palmarès

### Titres
- Championnats britanniques : 2 titres (1974, 1976)
- Championnats d'Europe par équipes : 4 titres  (1975-1978)
- Championnats du monde par équipes : 2 titres (1976, 1979)

### Finales
- Championnats britanniques : 1977